# Zakon o izvršbi in zavarovanju Republike Slovenije
Zakon o izvršbi in zavarovanju (ZIZ) je Državni zbor Republike Slovenije sprejel na seji 30. junija 1998.

## Uporaba in opredelitev zakona
V 1. členu zakona je opisana vsebina zakona, ki se glasi:
Ta zakon določa pravila, po katerih postopa sodišče za prisilno izvršitev sodne odločbe, ki se glasi na izpolnitev obveznosti, ter za zavarovanje terjatev.
Določbe tega zakona se uporabljajo tudi za prisilno izvršitev odločbe, izdane v upravnem postopku ali v postopku za prekrške, ki se glasi na izpolnitev denarne obveznosti, kot tudi za zavarovanje denarne terjatve, o kateri se odloča v upravnem postopku ali v postopku za prekrške, razen če je za to izvršbo oziroma zavarovanje z zakonom določena pristojnost drugega organa.
Določbe tega zakona se uporabljajo tudi za prisilno izvršitev notarskega zapisa.
Določbe tega zakona se uporabljajo za izvršbo in zavarovanje na ladji in letalu samo, če poseben zakon tako določa.